# جهنده‌ماهی چروکی
جهنده‌ماهی چروکی (نام علمی: Etheostoma scotti) نام یک گونه از تیره سوف‌ماهیان است.